# Yuto Sato
Yuto Sato, född 12 mars 1982 i Saitama prefektur, Japan, är en japansk fotbollsspelare.